# Gijs van Lennep
Gijsbert »Gijs« van Lennep, nizozemski dirkač Formule 1, * 16. marec, 1942, Aerdenhout, Nizozemska.
Gijs van Lennep je upokojeni nizozemski dirkač Formule 1. Debitiral je v sezoni 1971 na domači dirki za Veliko nagrado Nizozemske, ko je zasedel osmo mesto. V sezoni 1973 je v svojem drugem nastopu na domači dirki za Veliko nagrado Nizozemske dosegel šesto mesto, kar je njegov najboljši rezultat v karieri, ki ga je ponovil še na Veliki nagradi Nemčije v sezoni 1975, zadnji dirki Formule 1 na kateri je nastopil. V letih 1971 in 1976 je zmagal na dirki 24 ur Le Mansa

## Popolni rezultati Formule 1
(legenda) (odebeljene dirke pomenijo najboljši štartni položaj, poševne pa najhitrejši krog, †-uvrščen kljub odstopu)
| Leto | Moštvo                        | Šasija          | Motor                    | 1   | 2   | 3   | 4     | 5      | 6   | 7   | 8       | 9      | 10    | 11      | 12    | 13      | 14  | 15  | Prv | Toč |
| ---- | ----------------------------- | --------------- | ------------------------ | --- | --- | --- | ----- | ------ | --- | --- | ------- | ------ | ----- | ------- | ----- | ------- | --- | --- | --- | --- |
| 1971 | Stichting Autoraces Nederland | Surtees TS7     | Ford Cosworth DFV 3.0 V8 | JAR | ŠPA | MON | NIZ 8 | FRA    | VB  | NEM | AVT     | ITA    | KAN   |         |       |         |     |     | -   | 0   |
| 1971 | Team Surtees                  | Surtees TS9     | Ford Cosworth DFV 3.0 V8 |     |     |     |       |        |     |     |         |        |       | ZDA DNS |       |         |     |     | -   | 0   |
| 1973 | Frank Williams Racing Cars    | Iso-Marlboro IR | Ford Cosworth DFV 3.0 V8 | ARG | BRA | JAR | ŠPA   | BEL    | MON | ŠVE | FRA     | VB     | NIZ 6 | NEM     | AVT 9 | ITA Ret | KAN | ZDA | 19. | 1   |
| 1974 | Frank Williams Racing Cars    | Iso-Marlboro FW | Ford Cosworth DFV 3.0 V8 | ARG | BRA | JAR | ŠPA   | BEL 14 | MON | ŠVE | NIZ DNQ | FRA    | VB    | NEM     | AVT   | ITA     | KAN | ZDA | -   | 0   |
| 1975 | HB Bewaking Team Ensign       | Ensign N174     | Ford Cosworth DFV 3.0 V8 | ARG | BRA | JAR | ŠPA   | MON    | BEL | ŠVE | NIZ 10  |        |       |         |       |         |     |     | 19. | 1   |
| 1975 | HB Bewaking Team Ensign       | Ensign N175     | Ford Cosworth DFV 3.0 V8 |     |     |     |       |        |     |     |         | FRA 15 | VB    | NEM 6   | AVT   | ITA     | ZDA |     | 19. | 1   |